# Alex Jürgen
Pour les articles homonymes, voir Jürgen.
Alex Jürgen (né le 7 septembre 1976 à Steyr) est une personnalité intersexe autrichienne activiste pour les droits des personnes intersexes. Après avoir défendu sa cause devant un tribunal, Alex Jürgen devient la première personne en Autriche à recevoir un acte de naissance et un passeport reconnaissant légalement le genre non binaire.

## Biographie
Né intersexe dans l'hôpital de Steyr et assigné homme à la naissance par les médecins, Alex Jürgen reçoit le prénom masculin de Jürgen. Deux ans plus tard, les médecins recommandent à ses parents de le socialiser en tant que fille à la suite du développement incomplet de caractères sexuels masculins chez leur enfant. À la suite de cela, son prénom est changé pour Alexandra. De plus, avec une intervention médicale, son pénis et ses testicules internes sont retirés.
Elisabeth Scharang a tourné un film documentant son combat et ce que Alex Jürgen a fait pour la communauté des personnes intersexes en Autriche. Le film est sorti en 2006 sous le nom de Tintenfischalarm et a été présenté pour la première fois au Festival international du film de Berlin. Alex Jürgen a été l'un des premiers citoyens autrichiens à parler ouvertement de son intersexuation et à défendre ses droits comme une personne n'appartenant pas au système binaire.
En 2014, Alex Jürgen a fondé l'organisation de défense des droits des personnes intersexes d'Autriche (Verein intergeschlechtlicher Menschen Österreich) et en a été membre actif jusqu'en 2018. Depuis, Alex Jürgen est membre honoraire.
En 2016, aux côtés de l'avocat Helmut Graupner de l'organisation de défense des droits de l'homme Rechtskomitee Lambda,Alex Jürgen a porté plainte devant la Cour constitutionnelle autrichienne afin d'obtenir une entrée sexuelle non-binaire dans son passeport et son acte de naissance. En juin 2018, la Cour constitutionnelle a confirmé la nécessité d'introduire une troisième option, en se référant à l'article 8 de la Convention européenne des droits de l'homme.